# 阿拉伯 (內布拉斯加州)
阿拉伯（英語：Arabia）是位於美國內布拉斯加州切里縣的非建制地區。

## 歷史
阿拉伯的郵局於1883年設立，其後於1919年停運。

## 地理
阿拉伯所處的海拔為高於海平面829米（即2720英呎），而該地所採用的時區為UTC-6，即北美中部时区（CST）。同時該地設有夏令時間，為UTC-6調快一小時，即UTC-5（CDT）。